# Johannes Leimena

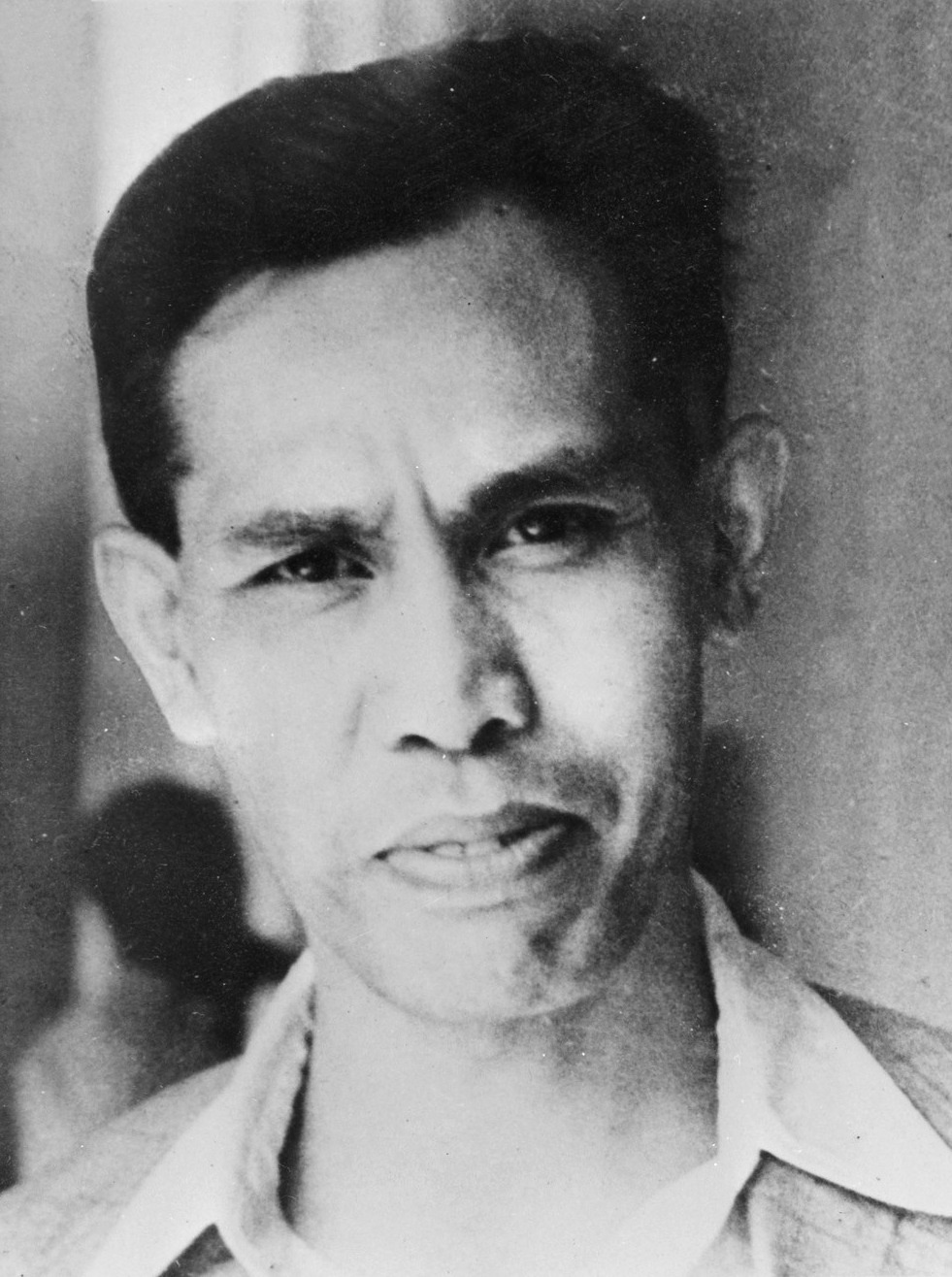
Johannes Leimena

Johannes Leimena (ur. 6 marca 1905 w Ambon, zm. 29 marca 1977 w Dżakarcie) – indonezyjski lekarz i polityk, założyciel oraz przewodniczący Indonezyjskiej Partii Chrześcijańskiej. W latach 1956–1959 pełnił funkcję wicepremiera Indonezji. Sprawował również funkcję ministra zdrowia oraz ministra od spraw społecznych.
Pośmiertnie, w 2010 r., został uhonorowany tytułem Bohatera Narodowego Indonezji.